# Lo sconfronto
| Recensione              | Giudizio |
| ----------------------- | -------- |
| Dizionario del Pop-Rock |          |

Lo sconfronto è un album di Paolo Pietrangeli, pubblicato dall'etichetta discografica I Dischi del Sole nel 1976.

## Tracce

### LP
Lato A
Testi e musiche di Paolo Pietrangeli.
1. Festa de <<L'Unità>> – 2:50
2. Ricordi – 8:35
3. Divise – 7:15

Lato B
Testi e musiche di Paolo Pietrangeli.
1. Parole (Registrato dal vivo al Festival della F.G.C.I., al Parco Ravizza di Milano il 7 luglio 1976 da Franco Coggiola) – 10:45
2. Pagoda – 4:20
3. Sanza – 4:05

## Musicisti
- Paolo Pietrangeli – voce, chitarra
- Giuliano Berniti – tromba
- Alberto Ciarchi – effetti, percussioni
- Paolo Ciarchi – effetti, percussioni
- Ivan Della Mea – effetti, percussioni
- Enrico Denari – trombone
- Umberto Galli – violoncello
- Mario Morosini – corno inglese
- Marco Ratti – contrabbasso
- Renato Rivolta – effetti, percussioni
- Attilio Zanchi – effetti, percussioni
- Giovanna Marini – arrangiamenti

Note aggiuntive
- Edizioni Bella Ciao s.r.l. – produzione
- Registrazioni effettuate presso lo studio "Cinemusic", Milano, luglio 1976 (eccetto brano: "Parole")
- Brano "Parole", registrato dal vivo a Milano, al Parco Ravizza, durante il Festival della F.G.C.I., il 7 luglio 1976 da Franco Coggiola
- Franco Coggiola – ingegnere delle registrazioni
- Mixaggio e montaggio effettuati da Franco Coggiola presso lo studio Cinemusic e presso l'Istituto Ernesto de Martino in Milano
- Alfredo Chiappori – disegno copertina album
- F. Origoni - Stampa Grafica Cremonese – impaginazione
- Giaime Pintor – note retrocopertina album [2]